# 似豹深海鰩
似豹深海鰩（學名：Bathyraja panthera），為軟骨魚綱鰩目單鰭鰩科深海鰩屬的一種，分布於北太平洋阿留申群島西部海域，深度51至258公尺，本魚體盤寬度是長度的1.3倍，吻部短，口寬約為體盤寬的15.6%，在背中線上自頸處至尾尖處有約34個刺、中背7個刺、肩胛2個刺、尾部22個刺，底色為淺綠褐色，帶有蠕蟲狀和圓形的黑色斑點和黃色斑塊，體長可達111公分，棲息在大陸坡、深海平原沙泥底質海域，為底棲性魚類，卵生，屬肉食性，生活習性不明。